# Dobra kameralne
Dobra kameralne – dawne królewszczyzny, ekonomie i dobra pokościelne, które po rozbiorach Polski przeszły na własność skarbu cesarskiego Austrii (tzw. Kamera).
Na terenie Galicji dobra te zostały częściowo rozparcelowane i sprzedane osobom prywatnym, a częściowo stały się terenem kolonizacji józefińskiej.